# Macoma mitchelli
Macoma mitchelli is een tweekleppigensoort uit de familie van de Tellinidae. De wetenschappelijke naam van de soort is voor het eerst geldig gepubliceerd in 1895 door Dall.